# Hans Sizoo
Hans Sizoo (1942) is een Nederlands kunsthistoricus, schrijver en essayist.

## Leven en werk
Sizoo studeerde kunstgeschiedenis aan de Universiteit van Amsterdam. In 1970 werd hij docent kunstbeschouwing en kunstgeschiedenis aan de Amsterdamse Hogeschool voor de Kunsten. Hij schrijft vooral over recente kunst en levende Nederlandse en Belgische kunstenaars; hij werkt mee aan monografieën en tentoonstellingscatalogi en schrijft onder andere voor Kunstbeeld en Ons Erfdeel.

## Enkele publicaties
- Hans Sizoo (1973) Lucassen: Schilderijen in iedere gewenste stijl. Haarlem: Frans Halsmuseum / Amsterdam: Galerie Espace.
- Hans Sizoo (1977) Fer Hakkaart. Schilderijen en tekeningen sinds 1973. Leiden: De Lakenhal.
- Hans Sizoo, Arie Teeuwisse, Francien Valk (1985) Jan Meefout. Venlo: Van Spijk.
- Hans Sizoo, Anna Tilroe en Nicole Lasseel (1986) Lucassen : schilderijen, tekeningen, assemblages 1960-1986. Amsterdam: Art Book.
- Hans Sizoo en Annemarie de Wildt (1997) Het Amsterdam van Herman Gordijn. Haarlem: Becht.
- Hans Sizoo (2010) De Verspreiding van een Abuis - Tien essays. Soesterberg: Uitgeverij Aspekt.
- Hans Sizoo (2013) Beckmann, Perseus en Beckmann. Soesterberg: Uitgeverij Aspekt.
- Hans Sizoo (2015) 2 x 2 + X. Soesterberg: Uitgeverij Aspekt.
- Hans Sizoo (2016) Een Geheim in de Haard, David Hume. Soesterberg: Uitgeverij Aspekt.
- Hans Sizoo (2019) 'Een goed gesprek', een abuis, een syndroom en de geest van een tijd. Soesterberg: Uitgeverij Aspekt.